# Leialoha scaevolae
Leialoha scaevolae är en insektsart som beskrevs av Frederick Arthur Godfrey Muir 1922. Leialoha scaevolae ingår i släktet Leialoha och familjen sporrstritar. Inga underarter finns listade i Catalogue of Life.